# Élections générales espagnoles de novembre 2019 dans les Asturies
Les élections générales espagnoles de novembre 2019 (en espagnol : Elecciones generales de España de noviembre de 2019) se tiennent le dimanche 10 novembre 2019 afin d'élire les 350 députés et 208 des 266 sénateurs de la XIVe législature des Cortes Generales. 7 députés sont élus dans les Asturies.

## Résultats
| Parti                  | Parti                                                   | Voix    | %     | +/-   | Sièges | +/-           |  |
| ---------------------- | ------------------------------------------------------- | ------- | ----- | ----- | ------ | ------------- |  |
|                        | Parti socialiste ouvrier espagnol (PSOE)                | 186 211 | 33,27 | 0,14  | 3      | en stagnation |  |
|                        | Liste commune PP-Foro                                   | 129 945 | 23,22 | 5,32  | 2      | 1             |  |
|                        | Unidas Podemos (UP)                                     | 89 301  | 15,95 | 1,19  | 1      | en stagnation |  |
|                        | Vox                                                     | 88 788  | 15,86 | 4,37  | 1      | en stagnation |  |
|                        | Ciudadanos (Cs)                                         | 37 374  | 6,68  | 10,03 | 0      | 1             |  |
|                        | Más País                                                | 12 732  | 2,27  | Nv.   | 0      | en stagnation |  |
|                        | Parti animaliste contre la maltraitance animale (PACMA) | 4 412   | 0,79  | 0,27  | 0      | en stagnation |  |
|                        | Andecha Astur                                           | 887     | 0,16  | 0,01  | 0      | en stagnation |  |
|                        | Parti communiste des travailleurs espagnols (PCTE)      | 843     | 0,15  | 0,07  | 0      | en stagnation |  |
|                        | Recortes Cero-Grupo Verde (RC-GV)                       | 732     | 0,13  | 0,05  | 0      | en stagnation |  |
|                        | Parti communiste des peuples d'Espagne (PCPE)           | 626     | 0,11  | Nv.   | 0      | en stagnation |  |
|                        | Autres partis                                           | 853     | 0,15  | -     | 0      | -             |  |
|                        | Vote blanc                                              | 7 041   | 1,26  | 0,17  |        |               |  |
|                        |                                                         |         |       |       |        |               |  |
| Suffrages exprimés     | Suffrages exprimés                                      | 559 745 | 99,03 |       |        |               |  |
| Votes nuls             | Votes nuls                                              | 5 486   | 0,97  |       |        |               |  |
| Total                  | Total                                                   | 565 231 | 100   | -     | 7      | en stagnation |  |
| Abstention             | Abstention                                              | 407 349 | 41,88 |       |        |               |  |
| Inscrits/Participation | Inscrits/Participation                                  | 972 580 | 58,12 |       |        |               |  |